# Tower of Power
Pour les articles homonymes, voir Power.
Tower of Power est un groupe de R&B,  Funk et de Soul, originaire d'Oakland, en Californie. Créé dans les années 1970 et encore en activité, il est renommé pour sa section cuivre et ses lignes de basses qui ont influencé les plus grands.

## Histoire
Au milieu des années 1960, le saxophoniste ténor Emilio Castillo, alors âgé de 17 ans, quitte Détroit pour Fremont, en Californie. Il y crée un groupe nommé The Gotham City Crime Fighters qui évolue dans le Motown, spécialisé dans la musique Soul. En 1968, Castillo joue avec le saxophone baryton Stephen "Doc" Kupka (ou The Funky Doctor) et le trompettiste Mic Gillette, déménage vers Oakland, et commence à composer. Ils renomment le groupe Tower of Power et commencent à jouer fréquemment dans la région de la baie de San Francisco.
En 1970, Tower of Power (qui inclut alors le trompettiste Greg Adams) signe un contrat avec le promoteur Bill Graham (producteur) chez San Francisco Records et sort rapidement son premier album, East Bay Grease. Le groupe change de maison de disques pour Warner Bros. Records, sort Bump City en 1972, puis l'album éponyme du groupe en 1973. Tous deux sont de fantastiques succès et Tower of Power contient probablement leur plus grand succès, What is Hip?. Sur certains de leurs albums du milieu des années 1970, comme Urban Renewal (1974), le groupe opte pour une sonorité plus funk, tout en continuant à enregistrer des ballades. Après le départ du chanteur Lenny Williams, la grande période de succès commerciaux du groupe s'achève. À la fin des années 1970, ils ajoutent des sonorités discos à leur musique.
Tower of Power est resté actif depuis leurs débuts, et continue encore de tourner. Les changements de membre font partie de l'histoire du groupe : au moins 60 musiciens ont fait partie du groupe, tourné avec eux ou participé à l'enregistrement d'albums. Parmi eux, on peut citer Lenny Pickett le directeur musical de Saturday Night Live, David Garibaldi le batteur actuel du groupe, le trompettiste Rick Waychesko, le bassiste Rocco Prestia, le saxophoniste Richard Elliot ou le bassiste et membre fondateur de la compagnie BALCO Victor Conte dont le cousin Bruce Conte a aussi joué de la guitare dans le groupe.
Tower of Power a sorti 16 albums studio jusqu'à aujourd'hui (les compilations et albums live ne sont pas pris en compte), le dernier album Oakland Zone étant sorti en 2003. Par ailleurs, la section cuivre du groupe est devenue très réputée et a participé à l'enregistrement d'un grand nombre d'albums pour d'autres artistes comme Carlos Santana, Elton John, Ray Charles, Rod Stewart, Eddy Mitchell ou Aerosmith. La chanson So Very Hard To Go fait partie de la bande originale du film La Cité de Dieu.

## Discographie

### Albums studio
- 1970 : East Bay Grease
- 1972 : Bump City
- 1973 : Tower of Power
- 1974 : Back to Oakland
- 1974 : Funkland
- 1974 : Urban Renewal
- 1975 : In The Slot
- 1976 : Ain't Nothin' Stoppin' Us Now
- 1978 : We Came to Play
- 1979 : Back on the Streets
- 1988 : Power
- 1991 : Monster on a Leash
- 1993 : T.O.P.
- 1995 : Souled Out
- 1997 : Rhythm and Business
- 2003 : Oakland Zone
- 2009 : Great American Soulbook

- 2018 : Soul Side Of Town

- 2020 : Step Up

### Compilations
- 2002: Soul With a Capital S : Best of Tower of Power
- 2003: Havin' Fun
- 2003: What is Hip & Other Hits
- 2006: What is Hip

### Albums live
- 1976: Live and in Living Color
- 1988: Direct
- 1997: Direct Plus
- 1999: Soul Vaccination: Live